# بدر بن سیف
بدر آل بوسعیدی فرزند سیف (.... - ۱۸۰۶)، فرمانروای کشور پادشاهی عمان.
نام کامل وی: ( بدر بن سیف بن احمد البوسعیدی ). سلطان عمان.
در دوران حکم عمویش «سلطان بن الامام» والی مسقط بودند. در هنگام شورش محمد بن خلفان علیه حکم سلطان به کمک عمویش شتافت و حملهٔ شورشیان قمع نمود. بعد از وفات عمویش و بعلت خردسالی و نابالغ بودند پسران سلطان: «سعید»، «سالم» و «حمد»، زمامداری عمان بعهد گرفت. بعد از مدنی و در اثنای غیاب بدر بن سیف، قیس بن الامام مسقط را اشغال نمود. بدر با هماهنگی هوادارانش وگروهی از چریک‌های نجدی توانست قیس از مسقط بیرون راند و دوباره خودرا بر مسند حکم عمان برگرداند. بعد از این حادثه فرزندان سلطان یکی پس از دیگری به خارج از مسقط ونقات دور دست می‌فرستد که خودش به راحتی و آرامی بر مسند حکم ظفر یابد. سالم بن سلطان به ولایت مصنعه، و سعید بن سلطان به ولایت برکاء می‌فرستد. وحمد نیز به یکی از ولایات ظفار می‌فرستد. در اینجا «موزه» خواهر سلطان پی می‌برد که بدر بن سیف قصد دارد خودش جانشین سلطان شود و فرزندان سلطان از حکم بر کنار سازد، بنابراین به اتفاق سعید پسر سلطان نقشهٔ نابودی بدرا می‌کشند و به حیله و مکر او را به قتل می‌رسانند.